# Florian Schulz
 (janvier 2021).
Pour les articles homonymes, voir Schulz.
Florian Schulz, né à Weingarten (Wurtemberg) le 21 décembre 1975, est un photographe animalier allemand spécialisé dans les photos de paysages naturels et d'animaux sauvages.

## Biographie

### Éducation et carrière
Après être allé au lycée de Wilhelmsdorf (Bade-Wurtemberg), il étudie la biologie et l'anglais, de 1997 à 2002, à l'Université de Heidelberg. En 2000-2001,  il étudie à Mexico dans le cadre d'un échange avec l'Université nationale autonome du Mexique (UNAM). Depuis 2000, Florian Schulz travaille comme photographe animalier et ses images sont publiées dans de grands magazines tels que National Geographic, BBC Wildlife et GEO par exemple. Rigoureux dans son travail, il passe quelquefois entre huit et dix mois sur le terrain afin d'étudier l'écosystème présent et intègre les données dans son projet photographique. Il a, ainsi, eu l'occasion de se rendre en Arctique pour  réaliser les photos présentées dans le livre d'accompagnement du film IMAX To The Arctic produit par Warner Bros.
Florian est le plus jeune membre fondateur de l'Iinternational league of conservation photographers, organisation à but non-lucratif crée en 2005, dont la mission est de soutenir la protection environnementale et culturelle par le biais de la photographie  et réalisation de film éthiques. Cet organisme encourage les photographes du monde entier à mettre leur talent au service de la préservation de la nature.
Depuis 2000, il appartient à la North American Nature Photography Association (en) (NANPA) et a intégré la Gesellschaft Deutscher Tierfotografen (GTD) en 2004. 

## Récompenses
- 2012 : prix Ansel-Adams.
- 2019 : NANPA - Photographe de l'année.

## Expositions
- 2013 : Florian Schulz et Olaf Otto Becker (de) représentent l'Allemagnelors de l'Exposition Photo annuelle Peuples et Nature de La Gacilly [2].
- 2015 : Florian Schulz: To the Arctic, Anchorage Museum, Anchorage, Alaska, USA.
- 2016 : Grenzenlose Wildnis, Naturmuseum Südtirol (de) , Italie